# NGC 6163
NGC 6163 est une lointaine galaxie lenticulaire barrée située dans la constellation d'Hercule. Sa vitesse par rapport au fond diffus cosmologique est de 10 419 ± 4 km/s, ce qui correspond à une distance de Hubble de 154 ± 11 Mpc (∼502 millions d'al). NGC 6163 a été découverte par l'astronome français Édouard Stephan en 1870.
NGC 6163 renferme des régions d'hydrogène ionisé.